# Albert Schwartz (zoologiste)
Pour les articles homonymes, voir Albert Schwartz.
Albert Schwartz (1923-1992) était un herpétologiste américain, découvreur de nombreuses espèces de geckos et de grenouilles. Il était un spécialiste de la faune des Antilles.

## Taxons nommés en son honneur
- Eleutherodactylus schwartzi Thomas, 1966
- Anolis wattsi schwartzi Lazell, 1972
- Typhlops schwartzi Thomas, 1989
- Sphaerodactylus schwartzi Thomas, Hedges & Garrido, 1992
- Tarentola albertschwartzi Sprackland & Swinney, 1998
- Schwartzius Hedges, Duellman & Heinicke, 2008

## Espèces décrites
- Ameiva leberi Schwartz & Klinikowski, 1966
- Anolis baracoae Schwartz, 1964
- Anolis eugenegrahami Schwartz, 1978
- Anolis fowleri Schwartz, 1973
- Anolis jubar Schwartz, 1968
- Anolis rejectus Garrido & Schwartz, 1972
- Anolis rimarum Thomas & Schwartz, 1967
- Anolis sheplani Schwartz, 1974
- Anolis smallwoodi Schwartz, 1964
- Anolis strahmi Schwartz, 1979
- Anolis vanidicus Garrido & Schwartz, 1972
- Aristelliger hechti Schwartz & Crombie, 1975
- Arrhyton ainictum Schwartz & Garrido, 1981
- Arrhyton tanyplectum Schwartz & Garrido, 1981
- Celestus anelpistus Schwartz, Graham & Duval, 1979
- Celestus carraui Inchaustegui, Schwartz, & Henderson, 1985
- Celestus fowleri Schwartz, 1971
- Celestus marcanoi Schwartz & Inchaustegui, 1976
- Celestus warreni Schwartz, 1970
- Eleutherodactylus acmonis Schwartz, 1960
- Eleutherodactylus alcoae Schwartz, 1971
- Eleutherodactylus aporostegus Schwartz, 1965
- Eleutherodactylus apostates Schwartz, 1973
- Eleutherodactylus bartonsmithi Schwartz, 1960
- Eleutherodactylus bothroboans Schwartz, 1965
- Eleutherodactylus bresslerae Schwartz, 1960
- Eleutherodactylus chlorophenax Schwartz, 1976
- Eleutherodactylus counouspeus Schwartz, 1964
- Eleutherodactylus diplasius Schwartz, 1973
- Eleutherodactylus erythroproctus Schwartz, 1960
- Eleutherodactylus etheridgei Schwartz, 1958
- Eleutherodactylus eunaster Schwartz, 1973
- Eleutherodactylus fowleri Schwartz, 1973
- Eleutherodactylus glaphycompus Schwartz, 1973
- Eleutherodactylus glaucoreius Schwartz & Fowler, 1973
- Eleutherodactylus goini Schwartz, 1960
- Eleutherodactylus grahami Schwartz, 1979
- Eleutherodactylus heminota Shreve & Williams, 1963
- Eleutherodactylus hypostenor Schwartz, 1965
- Eleutherodactylus ionthus Schwartz, 1960
- Eleutherodactylus klinikowskii Schwartz, 1959
- Eleutherodactylus lamprotes Schwartz, 1973
- Eleutherodactylus leberi Schwartz, 1965
- Eleutherodactylus lucioi Schwartz, 1980
- Eleutherodactylus melatrigonum Schwartz, 1966
- Eleutherodactylus nortoni Schwartz, 1976
- Eleutherodactylus notidodes Schwartz, 1966
- Eleutherodactylus olibrus Schwartz, 1958
- Eleutherodactylus parabates Schwartz, 1964
- Eleutherodactylus paralius Schwartz, 1976
- Eleutherodactylus patriciae Schwartz, 1965
- Eleutherodactylus paulsoni Schwartz, 1964
- Eleutherodactylus pentasyringos Schwartz & Fowler, 1973
- Eleutherodactylus pezopetrus Schwartz, 1960
- Eleutherodactylus pinchoni Schwartz, 1967
- Eleutherodactylus pituinus Schwartz, 1965
- Eleutherodactylus portoricensis Schmidt, 1927
- Eleutherodactylus probolaeus Schwartz, 1965
- Eleutherodactylus rhodesi Schwartz, 1980
- Eleutherodactylus ronaldi Schwartz, 1960
- Eleutherodactylus sciagraphus Schwartz, 1973
- Eleutherodactylus sommeri Schwartz, 1977
- Eleutherodactylus staurometopon Schwartz, 1960
- Eleutherodactylus symingtoni Schwartz, 1957
- Eleutherodactylus thomasi Schwartz, 1959
- Eleutherodactylus tychathrous Schwartz, 1965
- Eleutherodactylus warreni Schwartz, 1976
- Eleutherodactylus zeus Schwartz, 1958
- Eleutherodactylus zugi Schwartz, 1958
- Ialtris agyrtes Schwartz & Rossman, 1976
- Leiocephalus endomychus Schwartz, 1967
- Leiocephalus rhutidira Schwartz, 1979
- Leiocephalus stictigaster Schwartz, 1959
- Peltophryne cataulaciceps (Schwartz, 1959)
- Peltophryne fluviatica (Schwartz, 1972)
- Peltophryne fracta (Schwartz, 1972)
- Peltophryne fustiger (Schwartz, 1960)
- Peltophryne taladai (Schwartz, 1960)
- Pristimantis euphronides (Schwartz, 1967)
- Pristimantis shrevei (Schwartz, 1967)
- Sphaerodactylus armasi Schwartz & Garrido, 1974
- Sphaerodactylus asterulus Schwartz & Graham, 1980
- Sphaerodactylus bromeliarum Peters & Schwartz, 1977
- Sphaerodactylus callocricus Schwartz, 1976
- Sphaerodactylus celicara Garrido & Schwartz, 1982
- Sphaerodactylus cryphius Thomas & Schwartz, 1977
- Sphaerodactylus docimus Schwartz & Garrido, 1985
- Sphaerodactylus leucaster Schwartz, 1973
- Sphaerodactylus micropithecus Schwartz, 1977
- Sphaerodactylus nycteropus Thomas & Schwartz, 1977
- Sphaerodactylus ocoae Schwartz & Thomas, 1977
- Sphaerodactylus rhabdotus Schwartz, 1970
- Sphaerodactylus streptophorus Thomas & Schwartz, 1977
- Sphaerodactylus thompsoni Schwartz & Franz, 1976
- Sphaerodactylus underwoodi Schwartz, 1968
- Sphaerodactylus williamsi Thomas & Schwartz, 1983
- Sphaerodactylus zygaena Thomas & Thomas, 1977
- Tropidophis feicki Schwartz, 1957

## Référence biographique
- Duellman, Thomas & Henderson, 1993 : Albert Schwartz, 13 Sept. 1923-18 Oct. 1992. Copeia, vol. 1993, n. 3, p. 927-932.

Schwartz est l’abréviation habituelle de Albert Schwartz en zoologie.

Consulter la liste des abréviations d'auteur en zoologie ou la liste des taxons zoologiques assignés à cet auteur par ZooBank
- Notices d'autorité :   - VIAF
  - ISNI
  - BnF (données)
  - IdRef
  - LCCN
  - GND
  - Pays-Bas
  - Israël
  - NUKAT
  - Tchéquie
  - WorldCat